# Малема, Джулиус
Джулиус Селло Малема (род. 3 марта 1981, Сесхего, Лимпопо) — южноафриканский политик и член парламента, лидер партии Борцы за экономическую свободу. Эта партия была создана им в 2013 году и стоит на левых и крайне левых позициях. Ранее с 2008 года Малема занимал пост главы Молодежной Лиги Африканского Национального Конгресса (АНК). В 2012 году он был исключен из АНК. В 2013 году основал собственную партию Борцы за экономическую свободу, которая по состоянию на 2023 год является третьей по численности в Национальной ассамблее ЮАР и занимает в ней 44 из 400 мест.
Малема декларирует марксистско-ленинские взгляды. Выступает за национализацию горнодобывающей промышленности в ЮАР, конфискацию и перераспределение земли, поддерживает идею создания на африканском континенте единого государства.

## Биография
Малема вырос в семье без отца, воспитывался мамой и бабушкой. В возрасте 9 лет присоединился к детско-юношеской организации АНК. В 1994 году стал членом Молодежной лиги АНК и вскоре возглавил местное отделении лиги, а затем и её региональное отделение. С 2001 по 2004 год занимал пост главы Конгресса студентов Южной Африки. В 2008 году в ходе конференции молодежной лиги АНК был избран ее главой, набрав незначительный перевес.
Малема был горячим сторонником Джейкоба Зума, будущего президента ЮАР. В 2010 году, когда Зума уже был избран президентом, отношения между ним и Малемой ухудшились. Малема выступал с открытой критикой Зумы, делал заявления по политике в отношение Зимбабве, идущие вразрез с политикой АНК, а также прогнал корреспондента BBC со своей пресс-конференции. В результате, в мае 2010 года он был вызван на дисциплинарные слушанья и согласился поменять свое поведение, в противном случае ему грозило исключение из АНК.
В июне 2011 года Малема был повторно избран главой молодежной лиги АНК. Среди продвигаемых им идей были национализация банков и горнодобывающей промышленности, а также экспроприация сельскохозяйственной земли во владение белых. 
Малема продолжал критику президента Зума, а так же вызвал скандал, предложив свергнуть правительство Ботсваны. АНК вновь обвинил Малему во внесение раздора в работу партии, нанесение репутационного ущерба и нетолерантности. В ноябре 2011 года членство Малемы в АНК было приостановлено на 5 лет. В феврале 2012 при рассмотрение апелляции Малемы, он был изгнан из АНК окончательно, ввиду его поведения в ходе апелляции.
В сентябре 2013 года, после месяцев обсуждений, Малема и его сторонники создали новую партию, «Борцы за экономическую свободу», которую он возглавил. Партия выступала за национализацию банков и горнодобывающей промышленности, конфискацию и перераспределение земель, выступала с инициативами направленными на улучшение и доступность здравоохранения, образования и социальных услуг.
Против Малемы ранее выдвигались обвинения в коррупции и мошенничестве, однако позже они были сняты. По мнению Малемы эти обвинения были выдвинуты по политическим причинам. Также он был дважды признан виновным за высказывания, разжигающие ненависть.